# ガブ州
ガブ州（ガブしゅう、ポルトガル語: Gabú）は、ギニアビサウを構成する8つの州の1つである。州都はガブ。

## 隣接州
- バファタ州
- トンバリ州
- ボケ州
- コルダ州

## 下位行政区画

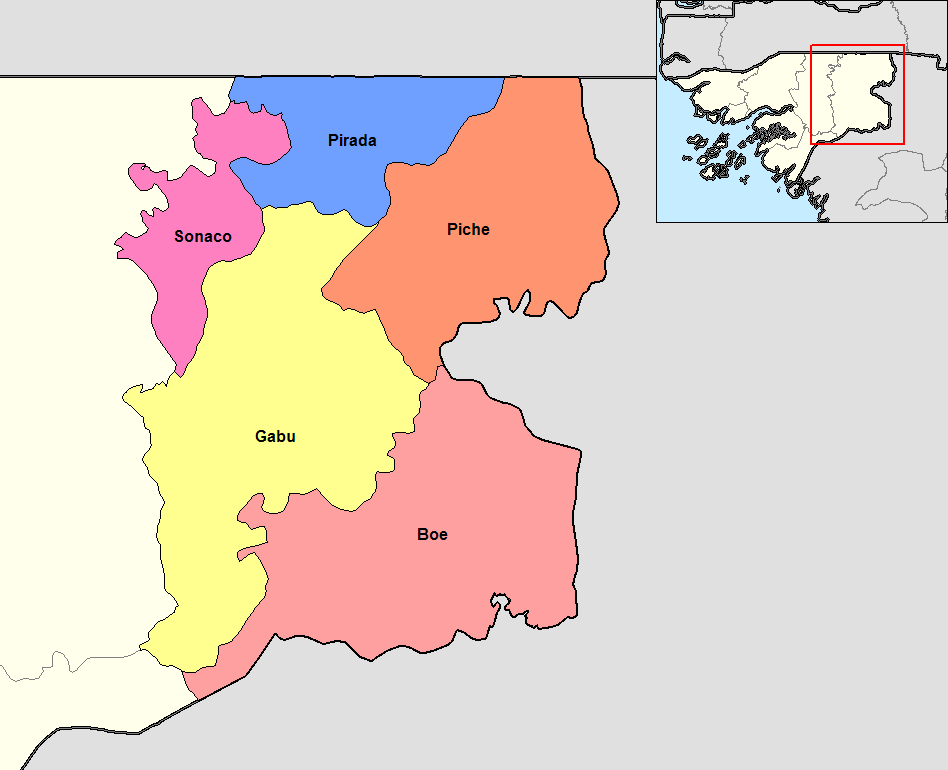
ガブ州のセクター

- ボエ区 - 中心都市：ボエ
- ガブ区 - 中心都市：ガブ
- Piche
- ピラーダ区 - 中心都市：ピラーダ
- Sonaco